# Saalbau Essen

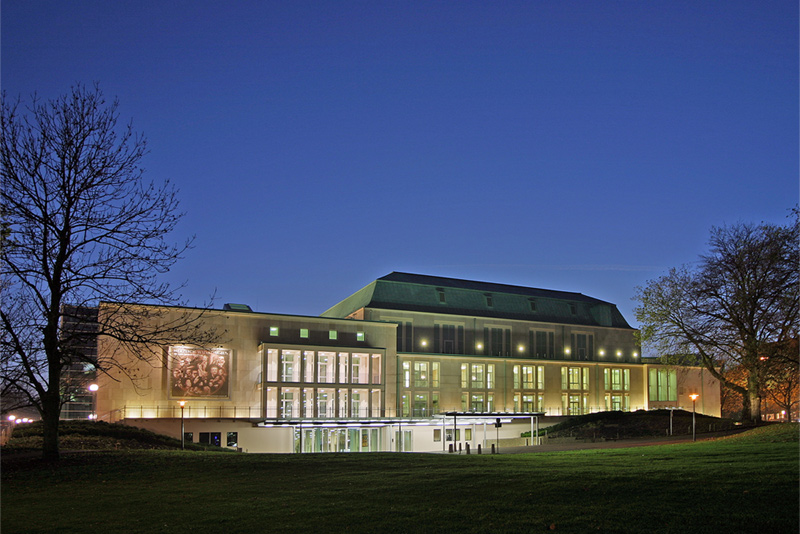
Vista exterior del edificio

Saalbau Essen es la sala de conciertos de Essen, Alemania.
La sala original de 1904 llamada Stadtgartensaal donde Gustav Mahler dirigió su Sexta Sinfonía en 1906 y Max Reger estrenó su Böcklin-Suite fue bombardeada el 26 de julio de 1943.
Un edificio provisorio la reemplazó entre 1949 y 1954. 
El nuevo edificio inaugurado en 2003 es la sede de la Orquesta Filarmonica de Essen tiene varias salas de espectáculos, la sala mayor - Alfried Krupp Saal - tiene capacidad para 1900 espectadores.